# Mallophora hemivitrea
Mallophora hemivitrea är en tvåvingeart som beskrevs av Artigas och Angulo 1980. Mallophora hemivitrea ingår i släktet Mallophora och familjen rovflugor. Inga underarter finns listade i Catalogue of Life.